# Manuel Maria de Macedo
Manuel Maria de Macedo (Verride, Montemor-o-Velho, 1 de Maio de 1839 — 1915) foi um pintor, cenógrafo, escritor e sobretudo ilustrador. Foi fundador da revista Ocidente.

## Biografia
Foi aluno de Tomás da Anunciação (1857-1858). Viveu dois anos no Porto e mais tarde mudou-se para Coimbra. Finalmente, fixou-se em Lisboa onde fundou  em 1878, em parceria com Caetano Alberto e Guilherme de Azevedo, a revista Occidente, de que foi director artístico.  Colaborou nos jornais Lisboa creche: jornal miniatura  (1884) e  A Lanterna Mágica (1875), bem como na revista A Arte Portuguesa  (1895).
Exerceu as funções de conservador do Museu Nacional de Machado de Castro e foi professor de desenho no Instituto Industrial de Lisboa.
Para além de escritor dedicou-se à ilustração, tendo, entre outras ilustrado a tradução de Dom Quixote editada por Ricardo Augusto Pereira Guimarães, o 1.º visconde de Benalcanfor (1877).
Entre outras obras técnicas sobre pintura e restauro, publicou um Manual de Pintura e Restauração de Quadros e Gravuras, o primeiro livro sobre conservação e restauro de pintura publicado em Portugal.